# Богоявленский собор (Старый Оскол)
Богоявленский собор  — храм, построенный в честь праздника Богоявления Господнего (Крещения) в городе Старый Оскол в период с 1813 по 1840 годы. Имел с 1929 по 1937 годы статус кафедрального старооскольской епархии. Разрушен в 1937—1939 годах по решению НКВД, властей города и Курской области.

## История

### Строительство и убранство

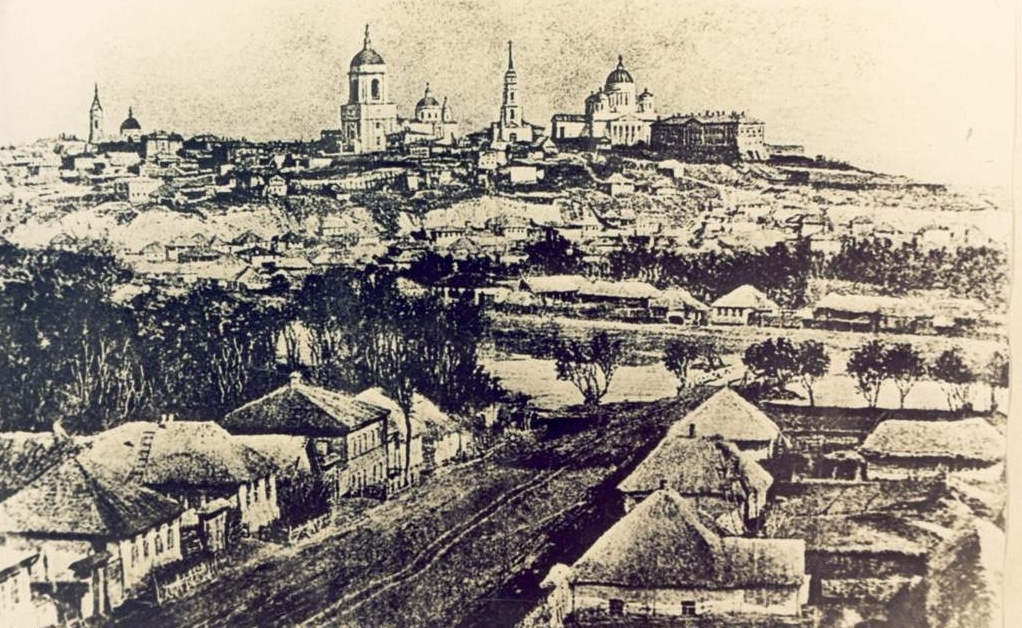
Старый Оскол в 1893 году. Слева направо. Успенская церковь, Казанско-Никольский собор и Богоявленский собор.

Строительство главного городского собора началось на месте более ранней деревянной соборной церкви в пределах бывшей Оскольской крепости в 1833 году. А сама идея строительство большой церкви в Старом Осколе возникла в 1813 году в честь победы России над наполеоновской Францией. На месте ранее существующей деревянной церкви в честь Рождества Богородицы на Нижней площади города силами купца Алексея Ивановича Иванова строительство было завершено к 1840 г. 15 августа того же года храм освящается епископом Курским и Белгородским Ювеналием (Половцевым) с главным престолом во имя Богоявления Господня. Правый престол был освящен в честь иконы Пресвятой Богородицы «Знамение», а левый, освящен во имя Рождества Пресвятой Богородицы.
Здание построено в стиле русского классицизма и ампира на городском холме в центральной части некогда существовавшей крепости Оскол, возвышаясь над всей округой. Данный стиль был популярен в царствование АлександраI и НиколаяI. Композиция венчается каноническим мощным пятиглавием. Главный купол имел диаметр около 18 метров, 4 малых главы более 5 метров. Данное здание стало главным украшением и визитной карточкой города. Проект собора был разработан архитекторами Санкт-Петербурга и во многом напоминало уменьшенную копию Исаакиевского собора и имел много схожего со стоищемся в то же время московским Богоявленским собором в Елохово.
Собор имел форму вытянутого с запада на восток креста длиной 43 метра, шириной 34 метра и высотой 37 метров. Здание занимало около 1400 м². и было способно вместить около 4000 человек, при населении города со всеми пригородами (слободами) около 25 тысяч человек. Собор по своим размерам уступал в губернии только Знаменскому собору в Курске.
В комплекс собора входила отдельно стоящая колокольня, построенная в 1811 году,  высотой около 50 метров, которая представляла из себя отдельную церковь с алтарем освященную в честь святых Василия Великого, Григория Богослова и Иоанна Златоуста. На колокольне было размещено 8 колоколов.

### После Октябрьской революции

Богоявленский собор и городской парк. Середина 1930х годов.

После прихода к власти большевиков положение православной церкви резко ухудшилось как нежелательного и враждебного института к советской власти. В 1920х годах был запрещен колокольный звон и с колоколен всех городских церквей Старого Оскола были сняты колокола, все церковное имущество было передано в бесплатную и бессрочную аренду приходской общине.
В 1929 году была учреждена викарная Старооскольская епархия. Богоявленский собор получил статус кафедрального. Епархию возглавлял с 1929 по 1933 епископ Онуфрий (Гагалюк) и с 1933 по 1937 епископ Митрофан (Русинов).

### Разрушение собора
К концу 1930х годов здание собора обветшало, так как приход был задавлен налогами и поборами. Урожай хлеба 1936 года выдался рекордным. 6 городских храмов города, включая Богоявленский собор, были закрыты и отданы под склады хранения зерна. В этот момент стена собора дала трещину. Действовали около города только оставшиеся 5 слободских церквей. Весной 1937 года НКВД было принято решение о разрушении всех городских церквей. Храм Богоявления разрушали путем разбора кирпичей фундамента и подкладки под стены дубовых чурбаков облитых дегтем или керосином. Затем чурбаки поджигали и после их прогорания стены храма рухнули. Данное событие сопровождалось стечением сотен человек, но население было недовольно происходящим. Кирпичи от храма разбирали несколько последующих лет.

### Попытки восстановления собора
После распада СССР в прессе и в среде верующих Старого Оскола неоднократно поднималась тема возрождения Богоявленского собора и других разрушенных церквей города. Но соответствующего отклика епархии, городских властей и представителей бизнеса найдено не было.